# Dana Vrchovská
Dana Vrchovská (* 23. února 1960, Krnov) je česká jazzová zpěvačka, bývalá manželka baskytaristy Jiřího Urbánka.
Od roku 1996 účinkovala jako zpěvačka ve skupině Jiřího Urbánka a s ní nahrála čtyři CD s jazzovými evergreeny.

## Kariéra
Dana Vrchovská absolvovala Střední pedagogickou školu v Krnově. V roce 1978 zvítězila v soutěžích mladých talentů Zlatá loutna v Třinci a na Ostravském talentu. Tehdy také začala spolupracovat s ORO, JQ Český Těšín a dalšími profesionálními formacemi. Lidé ji znají z působení ve skupině Drak, v kapele Dalibora Jandy a ve skupině Pavla Nováka. Několik let poté účinkovala v zahraničních klubech, zejména ve Švýcarsku, Německu, Rakousku a Španělsku, ale po celou tuto dobu stále spolupracovala s ORO, JORO a příležitostně s Orchestrem Gustava Broma.
Od roku 1996 působila jako kmenová sólistka orchestru Jiří Urbánek Band, se kterým nazpívala všechna jeho jazzová CD (Jazz Evergreens, Air Mail Special, Night in Tunisia). Zúčastnila se řady jazzových festivalů, např. Praha, Hradec Králové, Slaný, Přerov, Vsetín (kde získala cenu publika a cenu pro nejlepšího sólistu), Hořice, Týniště nad Orlicí, Český Těšín, holandský Hertogenbosch.